# Wereszczyn
Wereszczyn (prononciation [vɛˈrɛʂt͡ʂɨn]) est un village de la gmina d'Urszulin, du powiat de Włodawa, dans la voïvodie de Lublin, situé dans l'est de la Pologne.
Il se situe à environ 31 kilomètres au sud-ouest de Włodawa (siège du powiat) et 47 kilomètres à l'est de Lublin (capitale de la voïvodie).

## Histoire
Au cours de la Seconde Guerre mondiale, le matin du 14 mai 1942, les Allemands sont entrés dans le village et avec l'aide des habitants, ont assassiné tous les habitants juifs de la ville. Le récit de ce jour-là est racontée par peut-être le seul survivant, Mariam Raz-Zunszain. Le village était petit et les résidents juifs étaient entre 100 et 300. Ils ont été assassinés près d'un cimetière et leurs corps placés dans et autour d'un puits désaffecté. Les Ukrainiens ont pensé que des communistes ont également été assassinés dans d'autres endroits. Aujourd'hui, il n'y a aucune trace de la vie juive dans le village, mais subsiste un mémorial isolé placé il y a quelques années par Raz-Zunszain qui était là au moment du massacre.

## Administration
De 1975 à 1998, le village est attaché administrativement à l'ancienne voïvodie de Chełm.

Depuis 1999, il fait partie de la nouvelle voïvodie de Lublin.